# Палеолог, Яков
Яков Палеолог (Jacob Palaeologus или Giacomo da Chio; ок. 1520, Хиос — 23 марта 1585, Рим) — религиозный и политический деятель Европы XVI века греческого происхождения, последователь учения антитринитариев, духовный писатель.

## Биография
Родился в генуэзской колонии на острове Хиос; его отец был греком, а мать — итальянкой. В молодости принял монашеский постриг и вступил в орден доминиканцев. Образование получил в доминиканских школах в Генуе и Ферре, а затем в университете Болоньи; приняв имя Яков Палеолог, впоследствии до конца жизни утверждал, что является потомком византийских императоров.
В 1554 году вернулся на Восток, жил в доминиканском монастыре в Стамбуле (Константинополе) и здесь стал приверженцем идей антитринитариев. В 1556 году переехал на родной Хиос, где стал агитировать светские генуэзские власти против местного епископа, за что был в 1557 году арестован в Генуе; в 1558 году бежал в Константинополь, но вскоре оказался арестован в Рагузе (Дубровник) и посажен в тюрьму инквизиции, откуда бежал в 1559 году во время беспорядков в городе.
В 1561 году был заочно приговорён римской инквизицией к смертной казни. В это время он скрывался сначала во Франции, где безуспешно пытался через одного из кардиналов отменить приговор инквизиции, затем в германских землях Священной Римской империи, а в 1563 году получил убежище в Праге, став приближённым начавшего править в 1564 году императора Максимилиана III. В 1571 году, однако, из-за интриг папского двора был вынужден отправиться в Польшу, где в Кракове не сошёлся с местными антитринитариями и был на некоторое время заключён в тюрьму.
Имея всюду врагов, в 1573 году бежал в Коложвар (Клаузенбург или Клуж-Напоку) к местному унитарианскому епископу Ференцу Давиду и князю Трансильвании Яношу II Запольяи; после смерти последнего в том же году поддержал кандидата на престол Гашпара Бекеша, бывшего антитринитарием, но после поражения того в борьбе за власть бежал в 1575 году в Краков, а затем в Моравию.
В декабре 1581 года был арестован по приказу императора Рудольфа III, правившего с 1576 года, как потенциальный шпион. Хотя его вина не была доказана, в мае 1582 года Палеолога экстрадировали в Рим. 19 февраля 1583 года был приговорён к сожжению на костре, но из-за страха казни отрёкся от своих убеждений, однако отказался сотрудничать с папой Григорием XIII. В итоге был обезглавлен в Риме в 1585 году (в некоторых источниках ошибочно указано, что был сожжён).
Сочинения его были посвящены главным образом полемике с польскими антитринитариями.